# Lucky Luciano
Charles "Lucky" Luciano, rođen kao Salvatore Lucania (Lercara Friddi blizu mjesta Corleone, Sicilija, 24. studenog 1897. – Napulj, Campania, 26. siječnja 1962.) bio je sicilijansko-američki kriminalac i mafijaš. Smatra se ocem moderne mafije i jednim od najodgovornijih za rast trgovine heroinom 1940-ih u Americi.
Preselio je u SAD kada je bio deset godina star. Smatrao je da se mafija mora reformirati tako da kontrolira pojedine dijelove SAD-a i zato počinje raditi, sa svojim starim prijateljom Meyerom Lanskym, za Joea Masseria, koji je slično razmišljao. 
U to vrijeme počinje Castellamarese rat 1928. koji se vodio između stare i nove mafije; stara zvana "mustache petes" koju je vodio Salvatore Maranzano protiv nove mafije, čiji je vođa bio Joe Masseria. 
Charles Luciano ubrzo uviđa da obračun mafija bitno utječe na opadanje prihoda a samo pravi krvoproliće. Iznajmljuje plaćene ubojice koje 15. travnja 1928. ubijaju vođu Masseria u jednom pubu na Coney Islandu u Brooklynu i pravi primirje s Maranzanom. 
Poslije toga dijeli američku mafiju u više obitelji diljem zemlje. No kada je Maranzano planirao ubiti Luciana, Lucinao odlučuje da napadne prvi što se i dogodilo 10. rujna 1931. Poslije tog osnovao je tijelo koje se zvalo  komisija, koje je funkcioniralo otprilike kao mafijaška vlada. Luciano je uspio ujediniti talijanske obitelji dok je njegov prijatelj Meyer Lansky ujedinio židovske obitelji.
Umro je od srčanog udara 26. siječnja 1962. na međunarodnom aerodromu u Napulju. Tijelo mu je kasnije prebačeno u New York, gdje je pokopan na groblju Svetog Ivana (St. John's) u Queensu.

## Galerija
- Lucky Luciano
- Lucky Luciano
- Potpis Lucky Luciana